# 灰皮葱
灰皮葱（学名：Allium grisellum）为葱科葱属的植物，是中国的特有植物。分布在中国大陆的新疆自治区等地，生长于海拔300米的地区，常生长在沼泽地，目前已由人工引种栽培。